# Drepanocladus sordidus
Drepanocladus sordidus là một loài Rêu trong họ Amblystegiaceae. Loài này được (Müll. Hal.) Hedenas mô tả khoa học đầu tiên năm 1998.